# Paneuropski prometni koridor
Paneuropski prometni koridori predstavljaju mrežu cestovnih i željezničkih prometnih pravaca. Idejni inicijator projekta jest Europska unija, a dogovorili su ga Europska unija, Ekonomska komisija Ujedinjenih naroda za Europu i Europska konferencija prometnih ministara. Mreža koridora uspostavljena je radi uspješnog odvijanja međunarodnog prometa na europskom kontinentu, boljega povezivanje članica Europske unije te prometa između Europe i Azije. Definirani su u Pragu 1991., na drugoj Paneuropskoj transportnoj konferenciji, održanoj na Kreti u ožujku 1994. godine. Dopune su učinjene na trećoj konferenciji održanoj u Helsinkiju 1997. godine. Zato se ovi koridori ponekad zovu "Kretski koridori" ili "Helsinški koridori", neovisno od njihove zemljopisne lokacije.
Ovih deset koridora povezuju Europu od Atlantika pa do Volge i od Skandinavije pa do Sredozemnog mora.
Koridori su na tračnicama i na cesti predviđeni. Koridor VII je plovni put na Dunavu.
| Broj | Dionice | Duljina (km) |
| ---- | --- | ------------ |
| I    | Helsinki (Finska) – Tallinn (Estonija) – Riga (Latvija) – Kaunas (Litva) – Klaipėda (Litva) – Varšava (Poljska) A Riga – Kaliningrad (Rusija) – Gdanjsk (Poljska) | 550          |
| II   | Berlin (Njemačka) – Poznań (Poljska) – Varšava (Poljska) – Brest (Bjelorusija) – Minsk (Bjelorusija) – Smolensk (Rusija) – Moskva (Rusija) – Nižnji Novgorod (Rusija) | 1.830        |
| III  | Dresden (Njemačka) – Krzywa (Poljska) – Wroclaw (Poljska) – Katowice (Poljska) – Krakov (Poljska) – Lviv (Ukrajina) – Kijev (Ukrajina) A Berlin – Krzywa | 1.640        |
| IV   | Dresden (Njemačka) – Prag (Češka) – Brno (Češka) – Željeznica: Beč (Austrija) Cesta: Bratislava (Slovačka) – Jura (Mađarska) – Budimpešta (Mađarska) – Arad (Rumunjska) – Craiova (Rumunjska) – Sofija (Bugarska) – Plovdiv (Bugarska) – Omenio (Bugarska) – Istanbul (Turska) A Nürnberg (Njemačka) – Prag B Arad – Bukurešt (Rumunjska) – Constanţa (Rumunjska) C Sofija – Solun (Grčka) | 3.258        |
| V    | Venecija (Italija) – Trst (Italija) – Kopar (Slovenija) – Ljubljana (Slovenija) – Maribor (Slovenija) – Budimpešta (Mađarska) – Užgorod (Ukrajina) – Lviv (Ukrajina) – Kijev (Ukrajina) A Bratislava (Slovačka) – Žilina (Slovačka) – Košice (Slovačka) – Užgorod, B Rijeka (Hrvatska) – Zagreb (Hrvatska) – Bečehel (Mađarska) C Ploče (Hrvatska) – Sarajevo (Bosna i Hercegovina) – Osijek (Hrvatska) – Budimpešta | 1.600        |
| VI   | Gdanjsk (Poljska) – Grudziądz (Poljska) – Toruń (Poljska) – Zębrzydowice (Poljska) – Žilina (Slovačka) A Grudziądź – Poznań (Poljska) B Gdańsk– Varšava (Poljska) – Zębrzydowice C Zębrzydowice – Ostrava (Češka) | 1.800        |
| VII  | Njemačka – Austrija – Bratislava (Slovačka) – Jura (Mađarska) – Hrvatska – Srbija – Ruse (Bugarska) – Lom (Bugarska) – Constanţa (Rumunjska) A Bukurešt (Rumunjska) – Moldavija – Ukrajina |              |
| VIII | Drač (Albanija) – Tirana (Albanija) – Skopje (Makedonija) – Bitola (Makedonija) – Sofija (Bugarska) – Dimitrovgrad (Bugarska) – Burgas (Bugarska) – Varna (Bugarska) | 1.300        |
| IX   | Helsinki (Finska) – Viborg (Rusija) – Petrograd (Rusija) – Pskov (Rusija) – Kijiv (Ukrajina) – Ljubašyvka (Ukrajina) – Kišinjev (Moldavija) – Bukurešt (Rumunjska) – Ruse - Veliko Tarnovo - Kazanlak - Stara Zagora - Dimitrovgrad (Bugarska) - Haskovo - Charmanli - Svilengrad - Aleksandrupolis (Grčka) A Petrograd – Moskva (Rusija) – Kijev B Ljubašivka – Odesa (Ukrajina) C Klaipėda (Litva) – Kaunas (Litva) – Vilnius (Litva) – Minsk (Bjelorusija) – Kijev D Kaliningrad (Rusija) – Kaunas E Dimitrovgrad – Omenio (Bugarska) – Aleksandrupolis | 6.500        |
| X    | Salzburg (Austrija) – Beljak (Austrija) – Ljubljana (Slovenija) – Zagreb (Hrvatska) – Beograd (Srbija) – Niš (Srbija) – Skopje (Makedonija) – Veles (Makedonija) – Solun (Grčka) A Graz (Austrija) – Maribor (Slovenija) – Zagreb, B Budimpešta (Mađarska) – Novi Sad (Srbija) – Beograd, C Niš – Sofija (Bugarska) (Korr. IV – Carigrad) D Veles (Makedonija) – Bitola (Makedonija) – Lerin (Grčka) – Via Egnatia | 2.360        |

## Vanjske poveznice
- Paneuropski prometni koridori Hrvatska enciklopedija